# IC 405
IC 405（Sh2-229、Caldwell 31）は、ぎょしゃ座の散光星雲である。不規則型（I）の爆発型変光星であるぎょしゃ座AE星を囲み、輝線星雲IC 410や散開星団のM38やM36、ぎょしゃ座ι星の近くに位置して見える。中心星の固有運動はオリオン座のベルトの領域にまで遡ることができると推測されている。星雲は約5光年に渡って広がっている。日本では勾玉星雲と呼ばれる事もある。